# Antun Mažuranić
Antun Mažuranić (Novi Vinodolski, 1805. június 13. – Zágráb, 1888. december 18.), horvát nyelvész, grammatikus, akcentológus, lexikográfus, irodalomtörténész, kritikus, Ivan Mažuranić horvát bán és Matija Mažuranić író bátyja. A Matica Hrvatska egyik alapítója. Ő rakta le a horvát modern akcentológia, dialektológia és textológia alapjait

## Élete
Novi Vinodolskiban született 1805-ben. Apja Ivan-Mikula Mažuranić (1771-1844), anyja Katarina Ivić (1778 – 1884) voltak. Fiumében járt középiskolába, 1826-ban Zágrábban tanult jogot és filozófiát. 1834-ben ügyvédi vizsgát tett. Középiskolai tanárként dolgozott Fiumében és Zágrábban. 1834-től 1848-ig, majd 1850-től 1863-ig a zágrábi Klasszikus Gimnáziumban tanított. 1848 és 1850 között a Báni Tanács tagja, a horvát Tengermellék báni biztosa volt. Ljudevit Gaj egyik legközelebbi munkatársaként az Illír mozgalom egyik vezetője volt.  Ő szerkesztette a "Danica ilrska" (Illír hajnalcsillag) című folyóiratot. Vjekoslava Babukić és Adolfo Veber Tkalčević mellett a zágrábi filológiai iskola legjelentősebb képviselője. 1861-ben a Fiumei Gimnázium igazgatójává nevezték ki, ahol 1868-ig dolgozott. 1888-ban, 83 éves korában hunyt el Zágrábban. Szerény, szorgalmas és önmegtagadó munkájával Antun Mažuranić egész életét tudományos kutatómunkájának szentelte. Korának egyik legjelentősebb horvát filológusa és nyelvésze volt, akinek filológiai, nyelvészeti és tudományos munkássága a mai napig is ismert és ma is a horvát nyelvtudomány alapjai közé tartozik.

## Munkássága
Nyelvtudósként és lexikográfusként maradandót alkotott. Kritikailag publikálta a glagolita Vinodoli törvénykönyvet, melyben leírta a vinodoli ča nyelvjárást, és lefektette a tudományos horvát dialektológia alapjait. Bevezetőt írt, megadta a szükséges magyarázatokat a keltezéshez és szótárt készített a kevésbé ismert szavakból. Ő volt az első, aki rámutatott a horvát akcentusrendszer fontosságára a szláv akcentológiában. Áttekintette Drobnič kéziratos szótárát, finomította és kiegészítette a szavak olasz jelentésével. A Danicában (51. és 52. szám) jelent meg szógyűjteménye, amelyet két hasábban nyomtattak ki huszonkét nagy oldalon, és mintegy ezer, kevéssé ismert illír szót értelmez latinul és németül. Oktatói munkájának megfelelően Mažuranić a filológiai kutatások és a textológia területén elért eredményeit igyekezett elérhetővé tenni nemcsak a középiskolai hallgatók, hanem az olvasók szélesebb köre számára is. 1852-ben rövid áttekintést közölt a Zágrábi Gimnázium történetéről. Opuszából kiemelkedik még illír és latin nyelvtana kezdőknek, amelyben a két nyelv nyelvtani jellemzőit hasonlítja össze kérdés-felelet módszerrel. Horvát nyelvtanában a horvát nyelv alapvető helyesírási elveit fektette le.

## Főbb művei
- Temelji ilirskoga i latinskoga jezika za početnike (Az illír és latin nyelv alapjai kezdőknek, 1839.)
- Ilirsko-němačko-talianski mali rěčnik, I–III. (Illír-német-olasz kisszótár, 1846. – 1849.)
- Slovnica hervatska (Horvát nyelvtan, 1859.)
- O važnosti akcenta hrvatskoga za historiju Slavjanah (A horvát akcentus jelentőségéről a szlávok történetében, 1860.)

## Fordítás
Ez a szócikk részben vagy egészben  az   Antun Mažuranić című horvát Wikipédia-szócikk ezen változatának fordításán alapul.  Az eredeti cikk szerkesztőit annak laptörténete sorolja fel. Ez a jelzés csupán a megfogalmazás eredetét és a szerzői jogokat jelzi, nem szolgál a cikkben szereplő információk forrásmegjelöléseként.